# Dercetisoma
Dercetisoma is een geslacht van kevers uit de familie bladkevers (Chrysomelidae).
De wetenschappelijke naam van het geslacht werd in 1936 gepubliceerd door Maulik.

## Soorten
- Dercetisoma concolor (Jacoby, 1889)
- Dercetisoma khonkaenicum Kimoto, 1989
- Dercetisoma nepalica Medvedev & Sprecher-Uebersax, 1998
- Dercetisoma puncticollis (Jacoby, 1889)